# 米倫 (斯洛維尼亞)
米倫（斯洛維尼亞語： 發音：[ˈmiːɾən]），是斯洛維尼亞米伦-科斯塔涅维察市镇的聚居地及行政中心。它位於斯洛維尼亞沿海地區，緊鄰義大利邊境。以米倫城堡（斯洛文尼亞語：Mirenski grad）而聞名的山丘聳立在聚居地的南邊。

## 教堂
該定居點的堂區教堂是獻給聖喬治，屬於天主教科佩爾教區。它建於1827年至1828年之間。

## 外部連結
- Miren on Geopedia （页面存档备份，存于）
- 维基共享资源上的相關多媒體資源：米倫